# Kamchay Mear
Kamchay Mear es uno de los doce distritos que forman la provincia camboyana de Prey Veng, con una población estimada en marzo de 2008 de 74 407 habitantes. Está dividido en las siguientes  comunas (khum), que se muestran asimismo con población estimada de 2008:
- Cheach 10,831
- Doun Koeng 6,773
- Krabau 8,104
- Kranhung 10,600
- Seang Khveang 8,402
- Smaong Khang Cheung 14,219
- Smaong Khang Tboung 10,551
- Trabaek 4,927[1]